# مايكل مورس
مايكل مورس (بالإنجليزية: Michael Morse)‏ هو لاعب كرة قاعدة أمريكي، ولد في 22 مارس 1982 في فورت لودرديل في الولايات المتحدة.

## وصلات خارجية
- مايكل مورس على موقع دوري كرة القاعدة الرئيسي (الإنجليزية)
- مايكل مورس على موقعبيزبول رفرنس.كوم (الدوري الرئيسي) (الإنجليزية)
- مايكل مورس على موقعبيزبول رفرنس.كوم (الدوري الثانوي) (الإنجليزية)
- مايكل مورس على موقع إي إس بي إن.كوم (أم.أل.بي) (الإنجليزية)
- مايكل مورس على موقع مشجعي الرسوم البيانية (الإنجليزية)